# Cefn
Cefn est une communauté du borough de comté de Wrexham, au pays de Galles.

## Géographie
La communauté de Cefn est situé dans le sud-ouest du borough de comté de Wrexham, au nord de la Dee, à une douzaine de kilomètres de la ville de Wrexham. Elle comprend les villages et hameaux de Cefn Mawr, Cefnbychan (cy), Acrefair (en), Penybryn (cy), Newbridge (en), Plas Madoc (en) et Rhosymedre (en).

## Démographie
Au recensement de 2011, la communauté de Cefn comptait 7 051 habitants.